# Пупар, Поль
Поль Жозеф Жан Пупар (фр. Paul Joseph Jean Poupard; род. 30 августа 1930, Бузийе, Франция) — французский куриальный кардинал. Титулярный епископ Усулы со 2 февраля 1979 по 25 мая 1985. Вспомогательный епископ Парижа со 2 февраля 1979 по 27 июня 1980. Про-председатель Секретариата по делам неверующих с 27 июня 1980 по 25 мая 1985. Председатель Секретариата по делам неверующих с 25 мая 1985 по 28 июня 1988. Председатель Папского Совета делам неверующих с 28 июня 1988 по 4 мая 1993. Председатель Папского Совета по делам культуры c 19 апреля 1988 по 3 сентября 2007. Председатель Папского Совета по межрелигиозному диалогу с 11 марта 2006 по 25 июня 2007. Кардинал-дьякон с титулярной диаконией Сант-Эудженио с 25 мая 1985 по 29 января 1996. Кардинал-священник с титулом церкви Санта-Прасседе c 29 января 1996.

## Образование
Окончил семинарию в Анжере и Парижский университет (Сорбонну), где получил докторские степени в области теологии и истории.

## Священнослужитель
С 18 декабря 1954 года — священник, с 1965 года — капеллан Его Святейшества, с 1971 года — почётный прелат Его Святейшества. С 1979 года — титулярный епископ Усулы, епископ-помощник архиепископа Парижского (рукоположен в сан 6 апреля 1979 года). 27 июня 1980 года возведён в сан архиепископа. В кардинальское достоинство Поль Пупар возведён Папой Иоанном Павлом II в 1985 году, на консистории 25 мая. Кардинал-дьякон в 1985—1996 годах, кардинал-священник титулярной церкви Санта-Прасседе на востоке Рима с 1996 года.

## Учёный и писатель
Был студенческим капелланом. Преподавал в школе при французской секции Государственного секретариата Ватикана. В 1972—1980 годах — ректор Католического института в Париже. С 1974 года — заместитель председателя Общества истории французской церкви. С 1977 года по 1983 год состоял членом Верховного комитета по французскому языку, Секретариата по вопросам нехристианских религий и Конгрегации за евангелизацию народов. В 1982 году назначается председателем исполнительного комитета только что созданного Папского Совета по делам культуры, одновременно являясь в 1985—1993 годах (до включения этой организации в Совет по делам культуры) председателем Папского Совета по ведению диалога с неверующими. После смерти Иоанна Павла II 2 апреля 2005 года по принятой в Римской курии традиции подал в отставку. Новый папа Бенедикт XVI отставку отклонил.

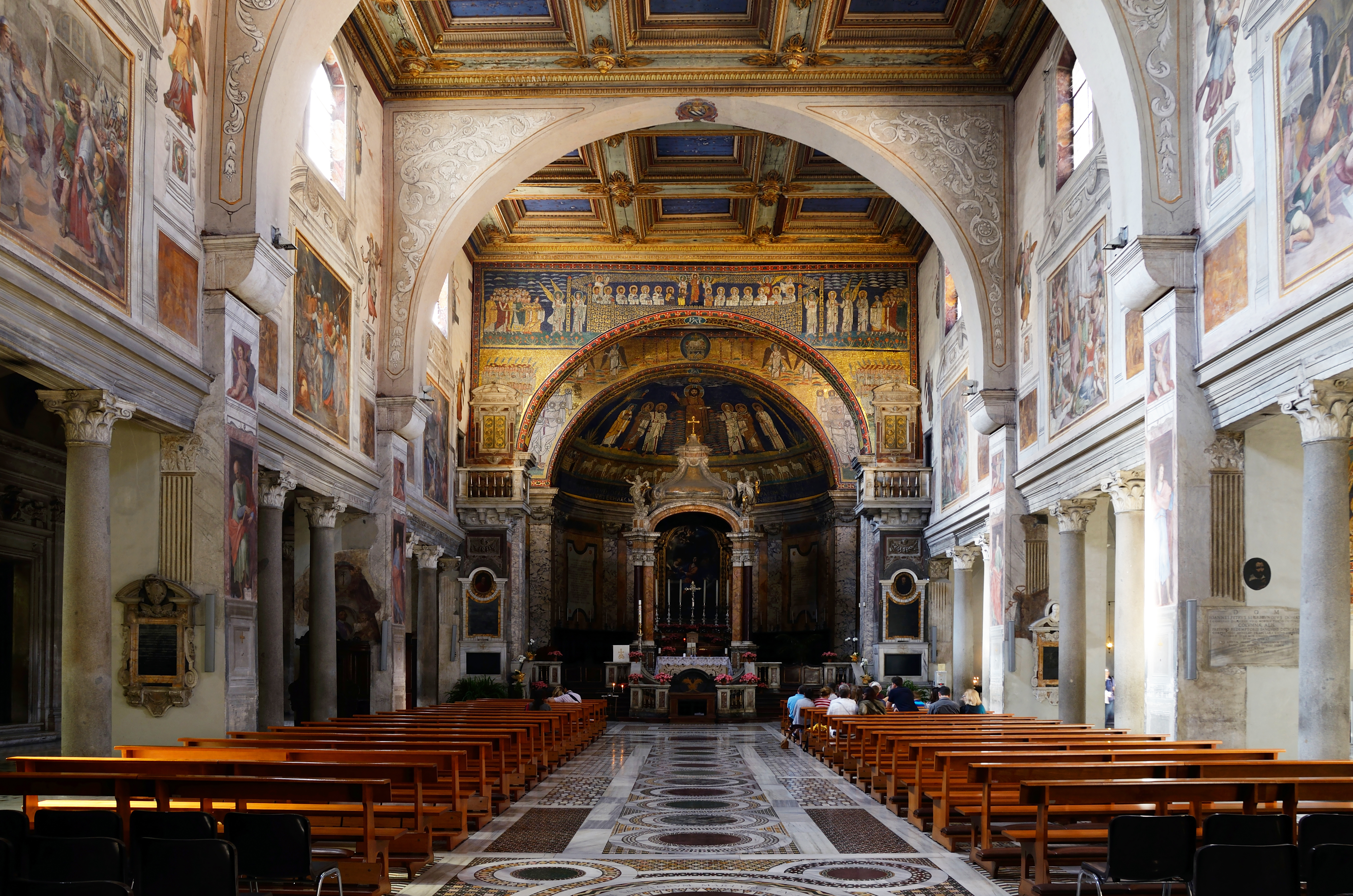
Внутри базилики Санта-Прасседе, титульной церкви кардинала Пупара

11 марта 2006 года, одновременно, кардинал Пупар стал главой Папского Совета по межрелигиозному диалогу. 25 июня 2007 покинул этот пост.
Сотрудничает с целым рядом научных изданий в Европе и Америке. Издаёт в Ватикане журналы «Атеизм и вера» и «Церковь и культура». Сторонник диалога между церковью и наукой, изменения отношения церкви к учёным, которые в прошлые века подвергались гонениям за их научные взгляды.
Автор многих трудов, которые переведены на арабский, болгарский, китайский, хорватский, английский, немецкий, венгерский, итальянский, японский, корейский, португальский, русский, испанский и другие языки. Под его руководством издан фундаментальный «Словарь религий».
3 сентября 2007 года кардинал Пупар покинул пост председателя Папского Совета по Культуре, в виду достижения преклонного возраста. Его преемником стал монсеньор Джанфранко Равази.
30 августа 2010 года кардиналу Полю Пупару исполнилось 80 лет и он потерял право участвовать в Конклаве.

## Награды
Награждён орденом Почётного легиона, кавалер национальных орденов республики Дагомея и Малагасийской республики. Удостоен премии Французской академии за совокупность трудов и премии Робера Шумана за выдающийся вклад в объединение европейских народов. Является действительным членом Академии литературы, искусства и науки Анжера (Франция).

## Кардинал Пупар о проблемах современного мира
Считает, что в Европе существует преследование по религиозному признаку, хотя оно и имеет скрытые и незаметные формы. «Христиан высмеивают из-за их веры, молодые семьи, желающие иметь много детей, подвергаются остракизму, людей, выступающих против однополых браков, называют „нетерпимыми“, — заявил прелат в интервью итальянской газете „Аввенире“. — Все эти формы гонений, скрытые или открытые, со временем принесут свои горькие плоды». По мнению кардинала Пупара, дальнейшая секуляризация Европы приведет в будущем к прямым нападкам на религию. Напомнив журналисту о том, сколько европейских христиан пострадало за веру в минувшем столетии, прелат сказал: «В этом веке то же произойдет в некоторых странах».
Обвинил автора бестселлера «Код да Винчи» Дэна Брауна в том, что тот искажает историю церкви. По его мнению, писатель пользуется тем, что многие католики не знают основ своей веры. Считает книгу и поставленный по ней фильм «опасными для легковерных». В то же время выступил против запрета на просмотр фильма для верующих — в том случае, если они понимают, что имеют дело с вымышленным сюжетом.

## Труды
- «Знакомство с Ватиканом» (1967)
- «Введение в католичество» (1967)
- «Католицизм (вчера-завтра)» (1974)
- «Церковь и культура» (1980)
- «Католическая вера» (1982)
- «Галилео Галилей. 350 лет истории, 1633—1983» (1983)
- «Христианская мораль завтра» (1985)
- «Бог и свобода» (1992)
- «Новая Европа» (1993)
- «После Галилея. Наука и вера, новый диалог» (1994)

На русский язык переведены:
- «Второй Ватиканский собор» (1983)
- «Вера католической Церкви» (1992)
- «Церковь и культура: заметки о пастырстве разума» (1993)